# André Bouchoule
André Bouchoule (ur. 23 maja 1948 w Limoges) – francuski zapaśnik walczący przeważnie w stylu klasycznym. Dwukrotny olimpijczyk. Odpadł w eliminacjach w Monachium 1972 i Montrealu 1976, w obu stylach. Walczył w kategorii do 82 kg.
Piąty na mistrzostwach świata w 1973. Brązowy medalista mistrzostw Europy w 1974 i 1975. Zdobył dwa medale na igrzyskach śródziemnomorskich w 1975 roku.
Mistrz Francji w 1980 (st.klas), 1983, 1984; drugi w 1984 (st.klas), 1987 roku.